# Condado de Garfield (Washington)
El condado de Garfield es uno de los 39 condados del estado estadounidense de Washington.
Al año 2018, su población era de 2 247 habitantes , haciendo de Garfield el condado menos habitado del estado. Su sede es Pomeroy, la única ciudad del condado. Toma su nombre del presidente de los Estados Unidos James A. Garfield.
El condado de Garfield fue creado a partir del Condado de Columbia el 29 de noviembre de 1881.

## Localidades
- Pomeroy

### Áreas no incorporadas
- Gould city
- Pataha
- Ping